# Léa Le Garrec
Pour les articles homonymes, voir Le Garrec.
Léa Le Garrec, née le 9 juillet 1993 à Dreux, est une footballeuse internationale française évoluant au poste de milieu de terrain à Al-Qadsiah FC (en). Elle fait partie du groupe sélectionné pour la Coupe du monde en Australie et en Nouvelle-Zélande en 2023.

## Biographie

### Carrière en club
Débutant à Évreux, Léa foule la première fois les pelouses de Division 1 alors qu'elle n'a que 16 ans, et porte pendant un an les couleurs de Montigny-le-Bretonneux. En 2010, elle est transférée au Paris Saint-Germain où elle évolue en équipe première, tout en prêtant main-forte occasionnellement à l'équipe des moins de 19 ans.
En juin 2012, elle signe un contrat de deux ans avec l'En Avant de Guingamp.
En juin 2017, elle revient à l'EA Guingamp, après un passage de trois ans à l'US Saint-Malo qui évoluait en deuxième division.
Lors de la saison 2018-2019, elle est déléguée club de l'UNFP au sein de l'EA Guingamp.
Le 8 août 2019, elle signe avec Brighton & Hove Albion WFC, en première division anglaise. Elle décide de ne pas prolonger son contrat et quitte le club le 3 juin 2020.

### Carrière internationale
En août 2017, à la suite de la nomination de Corinne Diacre à la tête de l'équipe de France, elle est appelée et fait ses débuts en sélection.
Après 5 ans et demi sans être sélectionnée avec l'équipe de France, elle est rappelée en avril 2023 par le nouveau sélectionneur Hervé Renard pour 2 matchs de préparations à la Coupe du monde. Elle rentre en jeu face au Canada et marque le second but à la 64e minute, à la suite d'une erreur de relance de la gardienne canadienne Kailen Sheridan. Il s'agit alors de son premier but en sélection.
Elle marque pour la première fois en Coupe du monde lors du 3e match de groupe contre le Panama.

### Carrière de consultante
En  juin 2019, elle est recrutée comme consultante par Canal + à l'occasion de la coupe du monde féminine de football 2019, compétition pour laquelle elle n'est pas sélectionnée. Elle commente ensuite les matchs de Premier League. Elle déclare toutefois privilégier sa carrière de footballeuse : « Si demain, je signe dans un autre club qui me demande d’arrêter le consulting, je le ferai ».

## Palmarès
- Paris Saint-Germain
  - Vice-championne de France en 2011.

- France -19 ans
  - Championne d'Europe des moins de 19 ans en 2010.

## Distinctions personnelles
- Nommée dans l'équipe type de Division 1 aux Trophées UNFP du football 2023[11]